# La Bataille d'Amanda
La Bataille d'Amanda, ou Escale en enfer au Québec (Stealing Paradise) est un téléfilm policier canadien réalisé par Tristan Dubois et diffusé le 18 juillet 2011 sur M6.

## Synopsis
Amanda Collier est une jeune ingénieure travaillant dans les moteurs d'avion à réaction. Le jour de son anniversaire, elle informe son patron qu'elle conçoit depuis 2 ans un nouveau type d'inverseur de poussée pour moteurs d'avion. Elle revoit aussi son petit ami et ils passent la nuit ensemble. Le lendemain, elle se sépare de son petit ami car il choisit de partir à Phoenix, en Arizona pour réaliser ses rêves. Amanda apprend aussi avec son frère, Steven Collier, que son idées de génie a été volée par son patron. Amanda se révolte. La nuit suivante, son patron se fait tuer dans son appartement... Mais par qui?
Une enquête est ouverte et Amanda se retrouve accusée du meurtre de son patron...

## Fiche technique
- Titre original : Stealing Paradise
- Titre français : La Bataille d'Amanda
- Titre québécois : Escale en enfer
- Réalisateur : Tristan Dubois
- Scénario : Tom Gates
- Photographie : Daniel Villeneuve
- Durée : 90 minutes
- Date de diffusion : 2011

## Distribution
Légende : VQ = Version Québécoise
- Rachael Leigh Cook (VQ : Camille Cyr-Desmarais) : Amanda Collier
- Graham Abbey (VQ : Patrick Chouinard) : Steven Collier
- Paula Jean Hixson (VQ : Chantal Baril) : Détective Maureen Usher
- Neil Napier (VQ : François Godin) : Détective Mike Sanders
- Jonathan Higgins (VQ : François Trudel) : Kevin Maknassy
- Tammy Gillis (VQ : Kim Jalabert) : Elise Shayne
- Steve Belford : Neil Burrows
- Richard Robitaille (VQ : Marc-André Bélanger) : Brendan Cavanaugh
- Roc LaFortune (VQ : lui-même) : Howard Lonsdale
- Shawn Campbell (VQ : Jean-François Blanchard) : Graham Ainsworth
- Peter James Haworth (VQ : Denis Gravereaux) : Malcolm Broderick